# Laurel und Hardy: The Live Ghost
The Live Ghost (deutsch: Das Geisterschiff / Gespenst an Bord / Der betrunkene Geist und andere mehr) ist eine US-amerikanische Kurzfilm-Komödie mit dem Komikerduo Laurel und Hardy in den Hauptrollen. Der Film entstand im Jahr 1934 unter der Regie von Charley Rogers und kam im Verleih von MGM in die Kinos.

## Handlung
Laurel und Hardy, die mal wieder als Landstreicher unterwegs sind, werden von einem unwirschen Kapitän beauftragt, eine Mannschaft für seine nächste Reise zu schanghaien. Das gelingt ihnen in einer Spelunke recht trickreich und mit den üblichen Tollpatschigkeiten. Schließlich werden sie ganz gegen ihre Absicht selbst an Bord des Kahns, der den Ruf eines „Geisterschiffes“ hat, verschleppt.
Als ein betrunkenes Besatzungsmitglied einem Bottich mit Tünche ganz weiß entsteigt, sind Laurel und Hardy überzeugt, einen Geist zu sehen, und verkünden dies lautstark und zum Ärger des Kapitäns. Das Chaos des Endes entwickelt sich um die Entsorgung der Überreste des „Geistes“ und die Strafmaßnahmen des Kapitäns.

## Produktion
Der vom 8. bis 14. November 1934 in den Hal Roach Studios gedrehte Film kam am 8. Dezember 1934 im Verleih von MGM in die Kinos.
Für Arthur Housman, der als Betrunkener an Bord unfreiwillig in die Rolle des Gespenstes gerät, war die Rolle des Betrunkenen eine Routinesache. In vielen weiteren Filmen der 30er Jahre – so auch in den Laurel-and-Hardy-Filmen Scram! und The Fixer Uppers – ist er in diesem Zustand zu sehen. Arthur Housman ist 1942 bereits im Alter von 52 Jahren gestorben.
Mae Busch hat eine scheinbar unbedeutende Rolle als die sitzengelassene Ex-Frau des versoffenen Matrosen Housman, doch überraschenderweise wird sie im Abspann vor Walter Long aufgeführt.

## Deutsche Fassungen
Die erste deutsche Synchronfassung entstand bei der Elite Film Franz Schröder GmbH, Berlin. Erich Zittwitz schrieb das Dialogbuch und führte Regie. Die zweite deutsche Synchronfassung entstand bei der Beta-Technik GmbH, München. Wolfgang Schick schrieb das Dialogbuch und Manfred R. Köhler führte Regie. Die dritte deutsche Synchronfassung entstand beim MGM Synchronisations-Atelier, Berlin. Michael Günther schrieb das Dialogbuch und führte Regie.
| Figur                       | Darsteller     | Deutscher Sprecher | Deutscher Sprecher (1963) | Deutscher Sprecher (1967) |
| --------------------------- | -------------- | ------------------ | ------------------------- | ------------------------- |
| Stan                        | Stan Laurel    | Walter Bluhm       | Walter Bluhm              | Walter Bluhm              |
| Ollie                       | Oliver Hardy   | Herbert A.E. Böhme | Arno Paulsen              | Gerd Duwner               |
| Maisie, der Vamp            | Mae Busch      | ?                  | Mady Rahl                 | ?                         |
| Kapitän                     | Walter Long    | Eduard Wandrey     | Erik Jelde                | Martin Hirthe             |
| betrunkener Seemann / Geist | Arthur Housman | ?                  | Kurt Zips                 | ?                         |

## Kritik
Christian Blees nennt The Live Ghost in seiner Liste der zehn besten Laurel-und-Hardy-Filme.
Die Leistung von Laurel wird an anderer Stelle als extrem schwach bezeichnet; insgesamt sei der uninspirierte Film nicht einer der allerschlechtesten, aber besser zu meiden.